# Snježana Tribuson
Snježana Tribuson (Bjelovar, 8. veljače 1957.) je hrvatska filmska i televizijska redateljica, scenaristica i glumica. Do umirovljenja 2024. godine je predavala režiju na Akademiji dramske umjetnosti (ADU) u Zagrebu kao redovita profesorica.
Njen je suprug filmolog Hrvoje Turković. Njen brat, s kojim često surađuje, je Goran Tribuson.

## Filmografija
- Operacija Barbarossa (TV serija) (1990.), gostujuće uloge
- Dok nitko ne gleda (1992.), igrani film, pomoćnica redatelja, uloga: vozačica kamiona
- Prepoznavanje (1996.), cjelovečernji igrani film
- Puška za uspavljivanje (1997.), uloga: ljutita bolničarka
- Tri muškarca Melite Žganjer (1998.), cjelovečernji igrani film
- Crna kronika ili dan žena (2001.), TV film
- Ne dao Bog većeg zla (2002.), cjelovečernji igrani film
- Pod vedrim nebom (2005.), kratki igrani film
- Odmori se, zaslužio si (2006.), TV-serija, redateljica i gostujuće uloge (čistačica Mirjana)
- Sve najbolje (2016.), dugometražni igrani film